# LMS 2-6-4T蒸気機関車 (フェアバーン)
LMS 2-6-4T蒸気機関車（LMS 2-6-4Tじょうききかんしゃ）は、イギリスのロンドン・ミッドランド・アンド・スコティッシュ鉄道（LMS）が導入した蒸気機関車の1形式である。チャールズ.フェアバーンが設計した車輪配置 2-6-4の客貨両用タンク機で、1945年からイギリス国鉄発足後の1951年までに277両が製造された。
42050 - 42186、（4）2187　-（4）2299、（4）2673 - （4）2699の番号が付けられた。

## 概要
何年も後にBR標準になる予定だった2-6-4タンク機関車の設計は、一般旅客列車用の機関車として1927年にヘンリー・ファウラーがLMS 2-6-4T蒸気機関車 (ファウラー)をLMSに導入した。これはその後、1934年に42500クラスになった3気筒およびテーパーボイラーバージョンを導入したスタニエによって開発された。1935年にスタニエは2つのシリンダーを持つLMS 2-6-4T蒸気機関車 (スタニア・2気筒)を生産した。2気筒の本形式は、1945年に導入された。
フェアバーンは、1934年にイングリッシュエレクトリック社からLMSに参加して電気主任技術者になったため、蒸気機関車を扱った経歴がなかった。彼は、戦時中の操業の困難な状況に対処するために、機関区での整備を減らし、ワークショップ訪問間の走行距離を増やすための設計機能の開発を積極的に奨励した。フェアバーンは後で0-6-0ディーゼルシャンターの導入を支援するガイダンスを提供した。
1945年に導入された本形式はスタニエの蒸気機関車から開発され、ホイールベースを短くし、16フィート6インチ（5.03 m）から15フィート4インチ（4.67 m）に減らした。機関車の単位長あたりの質量を減らすため、全体の重量は3トン8 cwt（7,600 lbまたは3.5 t）減少しその他のマイナーな変更が加えられました。本形式はシリンダーの前のランニングプレートのギャップによってスタニエの機関車と区別することができた。本形式は、イギリス国鉄4形2-6-4T蒸気機関車が導入された1951年まで、BRによって構築され続けました。
本形式の最後の数バッチ（42066-42106）の41両は、1950年と1951年にイギリス国鉄の南部地域で使用するためにブライトン工場によって建造され、初期タイプに取って代わり、5つの機関区に割り当てられた南部地域で就役した。残りはダービーで建造された。多くは、南東部で使用するために、バタシー、ドーバー、アシュフォード（ケント）のスチュワーツレーンに駐留していた。よくみかけたルートの1つは、ベアーステッドでモーンセル川の悪名高い脱線が発生したメードストンからアシュフォードまでの路線だった。
このうち、7台は1952年春から1954年末までに北東部に移された。1959年末までにすべて他の地域に再割り当てされました。最初の3つ（ヨーク、ヒートン、ミドルスブラにそれぞれ1つ）は1952年に東部地域に移動しました。さらに4人は1954年にゲーツヘッドに行きました。
西部地域に割り当てられた1台の機関車（42182）は、1960年にチェスターから到着した後、スウォンジーのランドアでしばらく過ごした。翌年、スウォンジーイーストドックに移動し、1962年にリーミントンスパで短期間過ごした後、その年の後半にウィレスデンのミッドランド地域に移った。
1951年に東部地域に割り当てられたと示されている機関車には、ヨークシャー（主にブラッドフォードとリーズ周辺）の機関区が含まれ、当時はミッドランド地域の一部でしたが、後に東部地域に移された。これに加えて、ティルベリー、プレイストー、シューバリーネスに割り当てられた16両の機関車がいた。これらが拠点を置いていた東部の主要な地域のままでしたが、ニューカッスルとウィットビーとスカボローの北東海岸を短時間所属した。
スコットランドを拠点とする機関車は、主にグラスゴー地域（エアシャイア海岸と西海岸本線沿いを含む）を拠点としていた。最大の割り当てはグラスゴーのポルマディーだった。いくつかはエジンバラのセントマーガレットとダルリーロードに割り当てられた。彼らが割り当てられた最北端はパースとアビモアであり、少数が非常に短い期間拠点を置いていた。
ミッドランド地域の本形式は、地域全体で見かけた。
廃車は1961年に始まり、最後の90台は1966年と1967年に廃車した。
本形式は、イギリス国鉄でまだ機能している最後のタンク機関車の1つだった。1967年10月16時18分リーズ発ブラッドフォード行きの旅客列車を担当していたとき、42152号は東部地域の最後の蒸気機関車列車を運行し、毎時74マイルのトップスピードに到達した。

## 事故
1955年4月19日、42073号はニューカッスル中央駅、ノーサンバーランドでクラスV2　60968号と衝突。両方の機関車が脱線した。

## 保存機

### 42073
42073号はブライトン工場で建造され、1950年の3か月はスチュワーツレーン機関区に新造配置された後、1951年にアシュフォードに移った。1951年にドーバーマリーンに移り、翌年アシュフォードに戻った。1954年12月に北東地域に移され、ゲーツヘッドにいた。1955年に42073号は、ニューカッスル中央駅で、横に倒れたV2クラス60968号とダイヤモンドクロッシングで衝突した。
1957年に42073号はブラッドフォードハマートンストリートとソワービーブリッジで働き、1年後にヨークとリーズネビルヒルで働いた。1959年に再びLowMoor and Wakefieldに移動した後、再びCopeley Hillに移動し、4年間滞在した。1965年までに、アーズリーで数か月過ごした後、ロームーアに戻る。1967年にノーマントンに移り、廃車された。
1967年に42073号はレイクサイドレイルウェイエステートカンパニーによって購入され、カーンフォースに保管された。
この段階での計画は、1965年に閉鎖されたウルバーストンからレイクサイドへの支線を運用することだった。イギリス国鉄がウルバーストンにぶつかる路線を拒否したためではなかった（計画はイギリス国鉄の駅ではなく新しい駅にぶつかることだった)そしてA590道路の開発により、ヘブスウェイトのすぐ西の路線が廃線になった。
1970年にレイクサイド・アンド・ヘイバースウェイト鉄道会社が設立され、以前に購入された機関車はカーンフォースからハバータイトに移された。最初の列車は1973年に42073とクラスメート42085によって牽引されて走った。
最後のオーバーホール後、42073は2014年に蒸気に戻り、現在レイクサイドアンドヘイバースウェイト鉄道で運行されている。

### 42085
42085は、1951年にブライトンで約2年前に完成したボイラーを使用して建設された。それは当初スチュワーツレーンに割り当てられ、ニューカッスル近くのヒートン機関区に移動する前にほんの数ヶ月間留まり、その後すぐにダーリントンに移動した。1955年にスカーバラに移されたが、翌年はウィットビー、次にスカーバラに拠点を置き、1958年にウィットビーに戻った。翌年はヨークに移り、1961年にダーリントンに移る前に2年間滞在した。1965年に移った。 1967年にノーマントンの最後の家に行く前にマニンガムに行き、そこからその年の後半から廃車した。
1964年にクルーで大規模なオーバーホールを受けている間、42105によって以前に使用されていた修理されたボイラーが取り付けられた。
1965年にマニンガムに戻り、2年後にノーマントンに移り、1967年にサービスを終了した。
1967年の後半、42085はレイクサイドレイルウェイエステートカンパニーによって購入され、カーンフォースに保管された。
この段階での計画は、1965年に閉鎖されたウルバーストンからレイクサイドへの支線を運用することだった。これは、イギリス国鉄がウルバーストンにぶつかる路線を拒否したためではなかった（計画はイギリス国鉄の駅ではなく新しい駅にぶつかることだった）そしてA590道路の開発により、ヘブスウェイトのすぐ西の路線が廃線になった。
1970年にレイクサイド・アンド・ヘイバースウェイト鉄道会社が設立され、以前に購入された機関車はカーンフォースからヘイバースウェイトに移された。最初の列車は1973年に42085と42073によって牽引されて走った。
機関車は2012年11月に使用できなくなった。
42085は現在、ヘブスウェイトでオーバーホールされており、カーンフォースでボイラーの作業が行われている。機関車は2019年に交通に戻ると予想されていた。
2019年8月、ボイラーが水圧試験に合格したことが明らかになった。また、機関車には多くの作業が行われていたが、シャーシにはまだ多くの作業が必要であると報告された。